# 支那省别全志
《支那省别全志》是由东亚同文会在日本政府资助下完成的中國地方志，共18卷，內容涉及中國的內地十八省，其中新疆附于甘肃，满蒙不在全書收录范围之內，一省一卷，近2000万字，於1917－1920年間出版。該书出版后，后来又在1940年代初增补新资料，以《新修支那省别全志》的名義再次出版。1988年，东亚同文会再版该志，改书名作《中国省别全志》。2015年，北京线装书局、国家图书馆出版社先后再版《中国省别全志》。